# Qualificazioni al campionato mondiale di calcio 1982 - CONMEBOL
Sono elencate di seguito le date e i risultati della zona sudamericana (CONMEBOL) per le qualificazioni al mondiale di calcio del 1982.

## Formula
10 membri FIFA: l'Argentina è qualificata di diritto come campione in carica. Quindi rimangono 9 squadre per 3 posti disponibili per la fase finale. Tre gruppi di qualificazione di tre squadre ciascuno, con scontri di andata e ritorno. Si qualificano le prime classificate di ogni gruppo.

## Gruppo 1

### Classifica
| Pos. | Squadra   | Pt | G | V | N | P | GF | GS | DR |
| ---- | --------- | -- | - | - | - | - | -- | -- | -- |
| 1.   | Brasile   | 8  | 4 | 4 | 0 | 0 | 11 | 2  | +9 |
| 2.   | Bolivia   | 2  | 4 | 1 | 0 | 3 | 5  | 6  | -1 |
| 3.   | Venezuela | 2  | 4 | 1 | 0 | 3 | 1  | 9  | -8 |

Legenda:

         Qualificato direttamente al campionato del mondo 1982.
Note:
Due punti a vittoria, uno a pareggio, zero a sconfitta.
Brasile qualificato alla fase finale.

### Risultati
| Arbitro: | Barreto |

|  |           |                 |
|  | Marcatori | 82’ (rig.) Zico |

| Arbitro: | Barrios |

|                                       |           |  |
| Aguilar 37’ Aragonés 67’ Reynaldo 84’ | Marcatori |  |

| Arbitro: | Labo |

|              |           |                          |
| Aragonés 27’ | Marcatori | 6’ Sócrates 60’ Reinaldo |

| Arbitro: | Jacome |

|            |           |  |
| Acosta 42’ | Marcatori |  |

| Arbitro: | Castro |

|                  |           |                     |
| Zico 20’ 26’ 80’ | Marcatori | 68’ (rig.) Aragonés |

| Arbitro: | Romero |

|                                                      |           |  |
| Tita 35’ 57’ Sócrates 55’ Zico 72’ Júnior 84’ (rig.) | Marcatori |  |

## Gruppo 2

### Classifica
| Pos. | Squadra  | Pt | G | V | N | P | GF | GS | DR |
| ---- | -------- | -- | - | - | - | - | -- | -- | -- |
| 1.   | Perù     | 6  | 4 | 2 | 2 | 0 | 5  | 2  | +3 |
| 2.   | Uruguay  | 4  | 4 | 1 | 2 | 1 | 5  | 5  | 0  |
| 3.   | Colombia | 2  | 4 | 0 | 2 | 2 | 4  | 7  | -3 |

Legenda:

         Qualificato direttamente al campionato del mondo 1982.
Note:
Due punti a vittoria, uno a pareggio, zero a sconfitta.
Perù qualificato alla fase finale.

### Risultati
| Arbitro: | Ithurralde |

|             |           |             |
| Herrera 64’ | Marcatori | 86’ La Rosa |

| Arbitro: | Scolfaro |

|                         |           |                           |
| Paz 20’ Morales 80’ 88’ | Marcatori | 40’ Sarmiento 59’ Herrera |

| Arbitro: | Llobregat |

|                                |           |  |
| Barbadillo 5’ Uribe 72’ (rig.) | Marcatori |  |

| Arbitro: | Cavanna |

|               |           |                       |
| Victorino 67’ | Marcatori | 39’ La Rosa 47’ Uribe |

| Lima 6 settembre 1981 | Perù   | 0 – 0 referto | Uruguay | Estadio Nacional (45.000 spett.)\| Arbitro: \| Coelho \| |
| Arbitro:              | Coelho |               |         |                                                          |

| Arbitro: | Wright |

|             |           |                      |
| Herrera 12’ | Marcatori | 43’ (rig.) Victorino |

## Gruppo 3

### Classifica
| Pos. | Squadra  | Pt | G | V | N | P | GF | GS | DR |
| ---- | -------- | -- | - | - | - | - | -- | -- | -- |
| 1.   | Cile     | 7  | 4 | 3 | 1 | 0 | 6  | 0  | +6 |
| 2.   | Ecuador  | 3  | 4 | 1 | 1 | 2 | 2  | 5  | -3 |
| 3.   | Paraguay | 2  | 4 | 1 | 0 | 3 | 3  | 6  | -3 |

Legenda:

         Qualificato direttamente al campionato del mondo 1982.
Note:
Due punti a vittoria, uno a pareggio, zero a sconfitta.
Cile qualificato alla fase finale.

### Risultati
| Arbitro: | Barrancos |

|             |           |  |
| Klinger 49’ | Marcatori |  |

| Guayaquil 24 maggio 1981 | Ecuador    | 0 – 0 referto | Cile | Estadio Modelo (55.000 spett.)\| Arbitro: \| Cardellino \| |
| Arbitro:                 | Cardellino |               |      |                                                            |

| Arbitro: | Cerullo |

|                                         |           |            |
| Michelagnoli 47’ Morel 64’ Romerito 81’ | Marcatori | 88’ Nieves |

| Arbitro: | Espósito |

|  |           |           |
|  | Marcatori | 70’ Yáñez |

| Arbitro: | Aristizábal |

|                       |           |  |
| Rivas 10’ Caszely 50’ | Marcatori |  |

| Arbitro: | Arppi Filho |

|                                 |           |  |
| Caszely 10’ Yáñez 11’ Neira 28’ | Marcatori |  |

## Statistiche

### Primati
- Maggior numero di vittorie: Brasile (4)
- Minor numero di sconfitte: Brasile, Cile, Perù (0)
- Miglior attacco: Brasile (11 reti fatte)
- Miglior difesa: Cile (0 reti subite)
- Miglior differenza reti: Brasile (+9)
- Maggior numero di pareggi: Colombia, Perù, Uruguay (2)
- Minor numero di vittorie: Colombia (0)
- Maggior numero di sconfitte: Bolivia, Paraguay, Venezuela (3)
- Peggiore attacco: Venezuela (1 rete fatta)
- Peggior difesa: Venezuela (9 reti subite)
- Peggior differenza reti: Venezuela (-8)
- Partita con più reti: Brasile-Venezuela 5-0; Uruguay-Colombia 3-2

### Classifica marcatori
5 gol
- Zico

3 gol
- Carlos Aragonés
- Hernán Herrera

2 gol
- Sócrates
- Tita
- Carlos Caszely
- Patricio Yáñez
- Guillermo La Rosa
- Julio César Uribe
- Julio César Morales
- Waldemar Victorino

1 gol
- Miguel Aguilar
- Jesús Reynaldo

1 gol (cont.)
- Júnior
- Reinaldo
- Manuel Neira
- Carlos Rivas
- Pedro Sarmiento
- Orly Klinger
- Wilson Nieves
- Miguel Michelagnoli
- Eugenio Morel
- Romerito
- Gerónimo Barbadillo
- Rubén Paz
- Pedro Acosta